# Equació de Txebixov
En matemàtiques, l'equació de Txebixov és una equació diferencial lineal de segon ordre, en funció de les variables x i y s'escriuː
{\displaystyle (1-x^{2}){d^{2}y \over dx^{2}}-x{dy \over dx}+p^{2}y=0}
on p és un nombre constant real (o complex). L'equació rep el seu nom pel matemàtic rus Pafnuti Txebixov.
Les solucions poden ser obtingudes a partir de la sèrie de potències:
{\displaystyle y=\sum _{n=0}^{\infty }a_{n}x^{n}}
on els coeficients obeeixen la relació de recurrència
{\displaystyle a_{n+2}={(n-p)(n+p) \over (n+1)(n+2)}a_{n}.}
La sèrie convergeix per a {\displaystyle |x|<1} (on x pot ser complex), com es pot demostrar tot aplicant el criteri de d'Alembert a la recurrència.
La recurrència pot ser iniciada amb valors arbitraris d'a0 i a1, portant un espai bidimensional de solucions que sorgeix d'equacions diferencial de segon ordre. Les formes estàndards escollides són:
a0 = 1, a1 = 0, que porta a la solució
{\displaystyle F(x)=1-{\frac {p^{2}}{2!}}x^{2}+{\frac {(p-2)p^{2}(p+2)}{4!}}x^{4}-{\frac {(p-4)(p-2)p^{2}(p+2)(p+4)}{6!}}x^{6}+\cdots }
i
a0 = 0, a1 = 1, que porta a la solució
{\displaystyle G(x)=x-{\frac {(p-1)(p+1)}{3!}}x^{3}+{\frac {(p-3)(p-1)(p+1)(p+3)}{5!}}x^{5}-\cdots .}
La solució general és qualsevol combinació lineal de les equacions F i G.
Quan p és un enter no negatiu, la sèrie d'una o l'altra de les dues funcions acaba després d'un número finit de termes: F acaba si p és parell, i G ho fa si p és senar. En aquest cas, la funció és un polinomi de grau p i és proporcional al polinomi de Txebixov de primera classeː
Si p és parellː {\displaystyle T_{p}(x)=(-1)^{p/2}\ F(x)\,}
Si p és senarː {\displaystyle T_{p}(x)=(-1)^{(p-1)/2}\ p\ G(x)\,}